# Слэник
Слэник (рум. Slănic) — город в Румынии в составе жудеца Прахова.

## История
В 1685 году эти земли приобрёл Михай Кантакузин, который построил здесь шахту для добычи соли. В 1713 году он даровал свои владения монастырю Колця.
Долгое время это была обычная сельская местность. Статус города Слэник получил в 1968 году.